# Åsane kommun
Åsane kommun (norska: Åsane kommune) var en kommun i Hordaland fylke i västra Norge. Kommunen omfattade ett område i den norra delen av nuvarande Bergens kommun. Orten Eidsvåg utgjorde kommunens centralort.

## Administrativ historik
Åsane kommun upprättades den 1 januari 1904 genom utbrytning ur Hamre kommun (Hammers kommun). Kommunen hade 1 625 invånare vid upprättandet.
Den 1 juli 1914 överfördes ett bebott område (med 644 invånare) från Hamre kommun (Hammers kommun) till Åsane kommun.
Den 1 januari 1972 gick Åsane kommun, tillsammans med kommunerna Arna, Fana och Laksevåg, upp i Bergens kommun. Kommunen hade då 19 205 invånare.